# Chucklefish
Chucklefish é uma desenvolvedora e publicadora de jogos eletrônicos britânica sediada em Londres. Fundada em 2011 por Finn Brince, a empresa se especializa em jogos retrô. A Chucklefish é mais conhecida por desenvolver Starbound e Wargroove, além de publicar Risk of Rain e Stardew Valley.

## Jogos desenvolvidos
| Year | Title        | Genre(s)              | Platform(s)                                                 |
| ---- | ------------ | --------------------- | ----------------------------------------------------------- |
| 2016 | Starbound    | Ação-aventura         | Microsoft Windows, macOS, Linux, Xbox One, Xbox Series S/X  |
| 2019 | Wargroove    | Estratégia por turnos | Microsoft Windows, Nintendo Switch, Xbox One, PlayStation 4 |
| ASA  | Witchbrook   | Simulação, RPG        | Microsoft Windows                                           |
| ASA  | Wayward Tide | Ação-aventura         | Microsoft Windows                                           |

## Jogos publicados
| Ano  | Título                    | Desenvolvedor         | Gênero(s)             | Plataforma(s)                                          |
| ---- | ------------------------- | --------------------- | --------------------- | ------------------------------------------------------ |
| 2011 | Wanderlust: Rebirth       | Yeti Trunk            | RPG de ação           | Windows                                                |
| 2013 | Risk of Rain              | Hopoo Games           | Metroidvania          | Windows, macOS, Linux, PlayStation Vita                |
| 2014 | Halfway                   | Robotality            | RPG, Estratégia       | Windows, macOS, Linux                                  |
| 2015 | Interstellaria            | Coldrice Games        | RPG de ação           | Windows                                                |
| 2015 | Wanderlust Adventures     | Yeti Trunk            | RPG de ação           | Windows                                                |
| 2016 | Stardew Valley            | ConcernedApe          | Simulação, RPG        | Android, iOS                                           |
| 2016 | Pocket Rumble             | Cardboard Robot Games | Luta                  | Windows, Nintendo Switch                               |
| 2018 | Treasure Adventure World  | Robit Studios         | Metroidvania          | Windows                                                |
| 2018 | Timespinner               | Lunar Ray Games       | Metroidvania          | Windows, macOS, Linux, PlayStation 4, PlayStation Vita |
| 2019 | Inmost                    | Hidden Layer Games    | Plataforma            | Windows, macOS, Nintendo Switch, iOS                   |
| 2019 | Pathway                   | Robotality            | RPG, Estratégia       | Windows, macOS, Linux                                  |
| 2021 | Eastward                  | Pixpil                | Ação-aventura         | Nintendo Switch, macOS, Windows                        |
| 2021 | Starmancer                | Ominux Games          | Simulação             | Windows, macOS, Linux                                  |
| ASA  | The Siege and the Sandfox | Cardboard Sword       | Stealth, Metroidvania | Windows                                                |

## Controvérsia dos colaboradores voluntários
Em 2019, a Chucklefish foi acusada de explorar cerca de uma dúzia de colaboradores voluntários durante o desenvolvimento de Starbound, algumas vezes trabalhando por centenas de horas sem pagamento. Muitos deles eram adolescentes na época e disseram que sentiram que sua inexperiência tinha sido explorada pelo diretor da empresa, Finn Brince. Em um comunicado, a Chucklefish disse que os colaboradores não tinham qualquer obrigação de criar conteúdo ou trabalhar um número particular de horas.